# Vladimir Tsjetsjenin
Vladimir Sergejevitsj Tsjetsjenin (Russisch: Владимир Сергеевич Шешенин) (Jekaterinenburg, 10 maart 1989) is een Russisch autocoureur.

## Carrière
Tsjetsjenin begon zijn autosportcarrière in het karting in 2001 en werd hier in 2004 en 2005 tweede in de International C-klasse van het nationale kartkampioenschap. In 2006 maakte hij de overstap naar de Russische LADA Revolution Cup en werd hier vierde. In 2007 en 2008 keerde hij terug naar het karting en werd achtereenvolgens vijfde en tweede in de KZ2-klasse van het nationale kampioenschap. Ook werd hij in 2008 met vijf overwinningen tweede in de Russische Lada Revolution Cup.
Na in 2009 niet te hebben gereden, maakte Tsjetsjenin in 2010 de overstap naar de Light-klasse van het Russian Touring Car Championship, waarin hij met drie podiumplaatsen vierde werd. In 2011 maakte hij de overstap naar de LADA Kalina Cup, waarin hij derde werd, en reed hij een aantal gastraces in de Lada Granta Cup. In 2012 werd hij derde in dit kampioenschap naast zijn overwinning in het nationale kampioenschap.
In 2013 maakte Tsjetsjenin de overstap naar de Touring-klasse van de Russian Circuit Racing Series, het voormalige Russian Touring Car Championship. Hij eindigde als derde, alvorens in 2014 over te stappen naar de nationale klasse. Hij won dit kampioenschap met vier overwinningen in een Lada Kalina en werd in 2015 tweede met twee overwinningen. In 2016 maakte hij naast zijn RCRS-campagne zijn debuut in de TCR International Series, waarin hij voor het team Liqui Moly Team Engstler in een Volkswagen Golf GTI TCR uitkwam tijdens zijn thuisrace op het Sochi Autodrom. In de eerste race bereikte hij de finish niet, maar in de tweede race scoorde hij een punt door als tiende te eindigen.